# Glossobalanus williami
Glossobalanus williami — вид напівхордових родини Ptychoderidae класу Кишководишні (Enteropneusta).

## Поширення
Вид описаний по типовому зразку, що знайдений у затоці Кус Бей у штаті Орегон на західному узбережжі США.

## Опис
Голотип був завдовжки 13 см, хоботок сягав 2,5 мм, комірець 1,5 мм.

## Етимологія
Вид названий на честь Д. Ф. Д. Вільяма, біолога із коледжу міста Портленд, який пожертвував кілька зразків зібраних на узбережжі Орегона, для дослідження.